# Luciola novaki
Luciola novaki là một loài bọ cánh cứng trong họ Đom đóm (Lampyridae). Loài này được G. Müller miêu tả khoa học năm 1946.